# 彭定宇
彭定宇（1943年—），是一名化學工程學教授，任教於加拿大薩克其萬大學化學暨生物工程學系。他於1976年提出一個雙參數三次狀態方程式，即今日所稱的彭－羅賓遜狀態方程式。

## 經歷

### 早年生活
出生於中國大陸，戰後隨國民政府來台。

### 教育
1966年，彭畢業於國立台灣大學化學工程學系學士班。1968年至1969年間，於雪城大學求學。1973年，於密蘇里大學取得化學工程學博士學位。

### 教學
彭目前任教於薩克其萬大學化工系，教授熱力學與質傳學。